# Décès en 1102
Décès
- 1098
- 1099
- 1100
- 1101
- 1102
- 1103
- 1104
- 1105
- 1106

Cette page dresse une liste de personnalités mortes au cours de l'année 1102 :
- 29 janvier : Foucher, évêque de Lisieux.
- 19 mai : Étienne II de Blois à la bataille de Ramla.
- 4 juin : Ladislas Ier Herman, Roi de Pologne.
- 11 juin : Rupert, évêque de Bamberg.
- 29 juin : Albert III de Namur, comte de Namur.
- 14 septembre : Armengol V d'Urgell, dit de Mayeruca, comte d'Urgell.
- 30 septembre : Fujiwara no Kanshi, aussi connue sous le nom Ono no Kōtaikō, impératrice consort du Japon.

- Arnoul de Lisieux, évêque de Lisieux.

date incertaine (vers 1102)
- Constantin Ier d'Arménie, seigneur de Bartzeberd et de Vahka.

## Crédit d'auteurs
- Cet article est partiellement ou en totalité issu de l'article intitulé « 1102 » (voir la liste des auteurs).